# ムルグマカニ
ムルグマカニ、ムルグマッカニー（ヒンディー語: मुर्ग़ मक्खनी、murgh makhani、ヒンディー語: चिकन मखानी、chikan makhaanee）またはバターチキンカレー（ヒンディー語: बटर चिकन、batar chikan、英語: butter chicken）は、マイルドなカレーソースで鶏肉を和えたインド料理である。インドの首都デリーで食べられる。

ムルグは鶏、マッカニーはバターを意味する。

## 歴史
1920年にペシャワールで開店し、1947年に（印パ分離独立に伴い）ニューデリーへ移転した料理店モティマハルにおいて1950年代に誕生したとされている。創業者はクンダン・ラル・グジュラール、クンダン・ラル・ジャギ（グジュラールのいとこで共同経営者）、タクル・ダスの3名であったが、モティマハルのオーナーであるモニシュ・グジュラール（グジュラールの孫）は、レシピを考案したのはクンダン・ラル・グジュラールだったと主張している。その主張によると、余り物のタンドリーチキンの水分を保つためにトマトベースの濃厚なグレービーを加えたのがきっかけであった。

### 起源をめぐる論争と訴訟
クンダン・ラル・ジャギの子孫が2019年に創業した料理店ダリヤガンジは、このレシピは1947年にジャギが考案したと主張している。この主張に対して2024年1月16日、モティマハル側はダリヤガンジを相手取って商標権侵害の訴訟を起こし、2000万ルピーの損害賠償およびレシピ考案の主張をやめるよう求めた。

## 作り方
鶏肉は、レモン汁、ヨーグルト、スパイスに数時間漬け込む。スパイスとしては、ガラムマサラ、ショウガ、ニンニク、コショウ、コリアンダー、クミン、ターメリック、トウガラシを用いる。
この鶏肉を伝統的にはタンドールで調理するが、グリル、ロースター、フライパン等を用いることもある。これをバターを含むマイルドなカレーソースに入れて提供する。ソースの材料やスパイスには様々なバリエーションがある。スパイスとしては、カルダモン、クミン、クローブ、コリアンダー、コショウ、フェヌグリーク等を用いる。ソースにクリームを混ぜたり、飾りとしてかけたりもする。濃度を高めるためにカシューナッツのペーストを加えることもある。
バター、クリーム、青唐辛子、コリアンダー、フェヌグリーク等を飾る。

## 関連文献
- Curry Club Tandoori and Tikka Dishes, Piatkus, London ISBN 0-7499-1283-9 (1993)
- Curry Club 100 Favourite Tandoori Recipes, Piatkus, London ISBN 0-7499-1491-2, 0-7499-1741-5 (1995)
- India: Food & Cooking, New Holland, London ISBN 978-1-84537-619-2 (2007)